# Nannorrhops ritchieana
Nannorrhops ritchieana is de botanische naam van een palm uit Indië, Afghanistan, Iran en Saoedi-Arabië. Hij groeit van nature in de droge en rotsachtige regio's, in Afghanistan zelfs tot 1600 meter hoogte.
Deze palm blijft meestal in een soort dwergvorm. De stam kan zich ondergronds vormen, de planten groeien meestal in struikvorm. De stam is begroeid door een massa vezels tot aan het begin van de petiolen. De bladeren zijn blauw of grijsgroen. De grote bloeiwijzen bereiken 2 meter lengte en worden gevormd door witte kleine bloempjes. Het vruchtvlees van de kleine vruchtjes is eetbaar.
De plant is moeilijk verplaatsbaar. Eens hij een plaats gekregen heeft, dient hij niet meer verplaatst te worden. Hij heeft een dikke laag goede aarde nodig. Hij kan goed tegen wind en mag in volle zon geplant worden.
De palm zou temperaturen tot -26 °C kunnen verdragen, maar minima van -10 à -15 zijn geen probleem. Maar dat neemt niet weg dat hij een hoge zomerwarmte nodig heeft om zich gedurende een lange periode te kunnen etableren.